# Токата и фуга у де-молу
Токата и фуга у де-молу (BWV 565) је најпознатије дело за оргуље у европској класичној музици. Написао га је Јохан Себастијан Бах. Композиција се састоји из два дела: токате, са брзим прелудијумом, и четворогласне фуге. Ова два дела су повезана мотивски и хармонски. 

## Стил
Сматра се да је ово дело написао млади Бах између 1703. и 1707. у Арнштату. Постоји и алтернативна теорија по којој је Бах прерадио оригинално дело Јохана Петера Келнера. Када се токата и фуга упореди са Баховим делима из овог периода, види се да је он брзо развијао свој стил и да је много експериментисао. Док су за каснија дела карактеристичне паралелне мелодије за руке у различитим октавама, овде је приметно да су арнштатске оргуље имале мали тонски распон. 